# سارساپاریلای مکزیکی
سارساپاریلای مکزیکی (نام علمی: Smilax aristolochiifolia) نام یک گونه از سرده ازملک است.